# Аввакумово (Тверська область)
Аввакумово (рос. Аввакумово) — присілок в Калінінському районі Тверської області Російської Федерації.
Розташоване за 7 км на північний схід від Твері, поруч проходить Сахаровське шосе.

## Історія
Від 2005 року входить до складу муніципального утворення Авакумовське сільське поселення.

## Населення
| 1859 | 1886 | 1919 | 1997  | 2002  | 2010  |
| ---- | ---- | ---- | ----- | ----- | ----- |
| 69   | ↗88  | ↗95  | ↗1456 | ↘1378 | ↘1284 |

Населення згідно з переписом 2002 — 1378 осіб, 632 чоловіка, 746 жінок.